# Список эпизодов телесериала «Кошмары Фредди»
Ниже представлен список эпизодов американского телесериала ужасов «Кошмары Фредди», спин-оффа серии триллеров «Кошмар на улице Вязов». Сериал выходил в эфир с 8 октября 1988 по 12 марта 1990 года и состоит из двух теле-сезонов по 22 эпизода каждый. Таким образом, всего в шоу 44 эпизода.
Сериал издавался ограниченным тиражом на видеокассетах в США, Великобритании, Австралии, Бразилии, Италии и Нидерландах. В США шоу выпускалось в 5 частях, начиная с 11 сентября 1991 года — на каждой кассете было по одной серии. Британский релиз состоит из 8 томов, по 2 эпизода на каждом. В других странах выпускались те же эпизоды, что и в Великобритании. На DVD шоу выходило лишь в Великобритании 9 июня 2003 года.
| Сезон | Сезон | Кол-во эпизодов | Премьера       | Финал         | Выход на DVD     | Выход на DVD |
| Сезон | Сезон | Кол-во эпизодов | Премьера       | Финал         | Регион 2         |              |
| ----- | ----- | --------------- | -------------- | ------------- | ---------------- | ------------ |
|       | 1     | 22              | 9 октября 1988 | 28 мая 1989   | 9 июня 2003 года |              |
|       | 2     | 22              | 2 октября 1989 | 12 марта 1990 | N/A              |              |

## Сезон 1
| Эпизод | Название                                                                                         | Дата выхода в эфир | Режиссёр          | Сценаристы                            |
| --- | ------------------------------------------------------------------------------------------------ | ------------------ | ----------------- | ------------------------------------- |
| |                                                                                                  |                    |                   |                                       |
| 1x01 | No More Mr. Nice Guy / Игры закончились                                                          | 9 октября 1988     | Тоуб Хупер        | Майкл ДэЛука, Дэвид Эрман и Рэт Тофам |
| Фредди стал повелителем ночных кошмаров. Серия начинается со сцены в здании суда, когда Крюгера освобождают по формальным причинам, и маньяк скрывается в городе. Разъярённые жители Спрингвуда собираются расквитаться с Фредди. Тем временем шериф занят поисками своих дочерей — подростков-близнецов, ставших последними, кого похитил Крюгер. Сам же маньяк пойман в своей бойлерной, а шериф города поджигает Фредди, основательно облив его перед этим бензином… После этого Фредди преследует шерифа в его снах. Служитель закона становится первой жертвой Крюгера, убитой во сне… |                                                                                                  |                    |                   |                                       |
| |                                                                                                  |                    |                   |                                       |
| 1x02 | It’s A Miserable Life / Эта ничтожная жизнь                                                      | 16 октября 1988    | Том МакЛафлин     | Майкл ДэЛука и Пол Раззелли           |
| Брайан работает в ночную смену в ресторане «Телёночек». Юношу преследует странный человек на мотоцикле. Мотоциклист нападает на Брайана. Когда юноша направляется домой, с ним начинают происходить очень странные события... Карен, подружка Брайана, попадает в Спрингвудскую больницу милосердия с ранением. В неё кто-то стрелял. Находясь под действием наркоза, девушка начинает видеть окружающий мир иначе. А также таинственного мотоциклиста… |                                                                                                  |                    |                   |                                       |
| |                                                                                                  |                    |                   |                                       |
| 1x03 | Killer Instinct / Инстинкт убийцы                                                                | 23 октября 1988    | Мик Гаррис        | Аллен Б. Урри                         |
| Крис Кетчем — профессиональная бегунья, пытается добиться небывалых высот в этом деле и стать такой же, как её покойная мать. Её тренер дарит девушке талисман, принадлежавший её матери и Крис добивается успеха. Но чего стоит её удача? Девушка понимает, что талисман вмешивается в её жизнь — неряшливый повар отрезает себе пальцы, её школьный учитель стал откашливать перья, до тех пор, пока не задохнулся. Новая трагедия происходит, когда соперница Крис, Ники, крадёт её талисман и представляет себе смерть Крис… Ники винит себя в смерти Крис. Неожиданно девушка видит её призрак, мирно попивающий чай в доме Ники. Вскоре призрак начинает преследовать девушку и в её снах… |                                                                                                  |                    |                   |                                       |
| |                                                                                                  |                    |                   |                                       |
| 1x04 | Freddy’s Tricks & Treats / Шалости или сладости от Фредди                                        | 30 октября 1988    | Кен Уидерхорн     | Алан Л. Катц и Гил Адлер              |
| Марша решает весь Хэллоуин учить уроки. Её парень Марк приглашает девушку повеселиться и отпраздновать День Всех Святых. Устав, она засыпает, и Фредди является девушке, использовав её чувство вины за смерть бабушки… Одноклассник Марши хочет больше узнать о ночных кошмарах. Для этого он использует повторяющийся кошмар девушки в своих целях. Теперь юноша — новая цель Фредди… |                                                                                                  |                    |                   |                                       |
| |                                                                                                  |                    |                   |                                       |
| 1x05 | Judy Miller, Come On Down / Джуди Миллер, прекрати это!                                          | 6 ноября 1988      | Том ДэСимоне      | Майкл ДэЛука и Джек Темчин            |
| Джуди очень хочется выиграть в лотерею. Она попадает в странное игровое шоу, цель которого — доставить боль всем окружающим её людям… Джуди является Пожилая дама, которая утверждает, что прибыла из будущего. Она оказалась в прошлом, чтобы не дать Джуди совершить роковую ошибку, ведь жадность до добра не доведёт… |                                                                                                  |                    |                   |                                       |
| |                                                                                                  |                    |                   |                                       |
| 1x06 | Saturday Night Special / Специальный субботний выпуск                                            | 13 ноября 1988     | Лиза Готтлиб      | Джеймс Натан и Дон Болинджер          |
| Гордону не везёт в любви. Он обращается в любовное агентство в надежде найти решение своих проблем. Делая видеозапись он решает соврать о себе: и о работе, о стиле жизни — обо всём. И вот вскоре девушка по имени Лана приглашает Гордона на свидание. Как только начинается их первое свидание реальность меняется, жизнь Гордона становится именно такой, какой он её себе представил. Впечатлённая Лана приглашает его на каток, где начинает запугивать его и, в конце концов, убивает. Но это всего лишь фантазии Гордона, которые посетили его прямо перед входом в здание агентства… Лана работает с недвижимостью в Спрингвуде. Её сослуживица Мери — не такая красивая, но отчаянно желающая занять место Ланы, видит, как та использует свою внешность, чтобы влиять на босса и на клиентов. Вскоре, подстрекаемая Ланой, Мери решает кардинально изменить свою внешность. Теперь она прекрасна и сексуальна, желанна для мужчин. Кажется, что Мери нашла своё счастье, но вот тем же вечером у неё появляется кавалер…                          |                                                                                                  |                    |                   |                                       |
| |                                                                                                  |                    |                   |                                       |
| 1x07 | Sister’s Keeper / Страж для сестры                                                               | 20 ноября 1988     | Кен Уидерхорн     | Майк ДэЛука и Джефф Фрэйлич           |
| Продолжением эпизода No More Mr. Nice Guy. Фредди пытался разделить, как в переносном, так и в прямом смыслах сестёр-близнецов. Каждый раз, как Фредди нападает на Лизу, Мерит удаётся отбиться от маньяка. Девочки получают неожиданную помощь от школьного психолога, который понимает, что сёстры могут видеть один и тот же сон одновременно, поэтому они способны защитить друг друга. Но у Фредди есть несколько запасных карт в рукавах… |                                                                                                  |                    |                   |                                       |
| |                                                                                                  |                    |                   |                                       |
| 1x08 | Mother’s Day / День матери                                                                       | 27 ноября 1988     | Майкл Лэнг        | Дэвид Эрман                           |
| Билли переезжает вместе со своей матерью и отчимом в старый дом Фредди. Когда его родители уезжают на выходные, Билли решает осмотреть дом. Он встречает красавицу Барбару, живущую по-соседству. Девушка уговаривает юношу устроить у него дома вечеринку. Вскоре на вечеринке события выходят из-под контроля, когда ценные вещи отчима Билли ломаются одна за другой. Но… это был всего лишь дурной сон. И вот Билли выпадает из окна… Мать Барбары, Шерри, ведущая радиошоу «Говорим правду». Один из звонящих утверждает, что собирается убить владельца одного из коттеджей Спрингвуда. Шерри считает, что это всего лишь шутка и советует звонящему так и поступить. После того, как выясняется, что звонящий был настроен серьёзно, для Шерри Гембл начинается настоящий кошмар… |                                                                                                  |                    |                   |                                       |
| |                                                                                                  |                    |                   |                                       |
| 1x09 | Rebel Without A Car / Бунтовщик без машины                                                       | 11 декабря 1988    | Джон Лафия        | Кристофер Трамбо                      |
| Юноша Алекс хочет купить потрясающую машину, чтобы впечатлить окружающих и в первую очередь свою подружку, больше думающую об учёбе в колледже… Подружка Алекса, Конни, учится в колледже. Она твёрдо намерена вступить в сестринскую общину, и когда же ей это наконец удаётся, всё её здравомыслие летит к чертям… |                                                                                                  |                    |                   |                                       |
| |                                                                                                  |                    |                   |                                       |
| 1x10 | The Bride Wore Red / Невеста была в красном                                                      | 18 декабря 1988    | Джордж Кашэндр    | Говард Лэкин                          |
| Компания мужчин приглашает своего друга-жениха на холостяцкую вечеринку в бар. Там он встречает стриптизёршу, которая оказывает на мужчину странное влияние… Взгляды Джессики на замужество коренным образом меняются, когда девушка узнаёт, что её родители собираются развестись. Эта неприятная новость вызывает у Джессики депрессию и, к тому же, ночные кошмары… |                                                                                                  |                    |                   |                                       |
| |                                                                                                  |                    |                   |                                       |
| 1x11 | Do Dreams Bleed? / Кровавые сны                                                                  | 8 января 1989      | Дуайт Литтл       | Майкл ДэЛука                          |
| Город Спрингвуд терроризирует убийца по кличке Мясник — маньяк отсекает своим жертвам головы. Старшеклассник Джон Уорринг стал свидетелем преступления и дальнейшего побега Мясника с места преступления. Юношу преследуют ночные кошмары, пока он не осознаёт, что и есть Мясник. Или нет? Подружка Джона, Рони Петерсон, решает узнать, кто же на самом деле Мясник, и это открытие будет страшным… |                                                                                                  |                    |                   |                                       |
| |                                                                                                  |                    |                   |                                       |
| 1x12 | The End Of The World / Конец света                                                               | 15 января 1989     | Джонатан Бэтуэль  | Джеймс Капп                           |
| Эми снится один и тот же кошмар — в детстве она попала в автокатастрофу, в которой погибла её мать. Девушка понимает, что, изменив сон, она может изменить реальность… Эми снится кошмар, в котором в Спрингвуде наступает конец света. Девушке кажется, что это не просто сон, а своего рода пророчество. Чтобы раз и навсегда избавиться от угрозы тотального уничтожения, девушка просит местных военных о помощи… |                                                                                                  |                    |                   |                                       |
| |                                                                                                  |                    |                   |                                       |
| 1x13 | Deadline / Крайний срок                                                                          | 29 января 1989     | Майкл Лэнг        | Джилл Доннер                          |
| Молодой репортёр, автор некрологов, находит себя в списках умерших… Эмили выжила в катастрофе, которая унесла жизни трёх её друзей. Теперь они преследуют её. Они, а также некий зловещий незнакомец… |                                                                                                  |                    |                   |                                       |
| |                                                                                                  |                    |                   |                                       |
| 1x14 | Black Tickets / Чёрный билет                                                                     | 5 февраля 1989     | Джордж Кашэндр    | Говард Лэкин                          |
| Молодые влюблённые Рик и Миранда сбегают из своего родного городка Спрингвуда от родителей, которые всё ещё воспринимают их как детей и не дают построить собственную жизнь. Их машина глохнет, и молодые люди вынуждены остановиться в отеле. Их преследует банда местных садистов… Спустя какое - то время, Рик и Миранда возвращаются в Спрингвуд, где довольно удачно трудоустраиваются. Миранда очень боится забеременеть и из - за этого потерять одно из самых престижных и перспективных мест работы в Спрингвуде. Девушке снится сон, что она ждёт ребёнка и пытается скрыть это от босса. Она просыпается, проверяет тест, и с радостью узнаёт, что не беременна. Но, прыгая от радости, спотыкается и получает травму головы, в результате которой на всю жизнь остаётся "ребёнком". |                                                                                                  |                    |                   |                                       |
| |                                                                                                  |                    |                   |                                       |
| 1x15 | School Daze / Школьный сюрприз                                                                   | 12 февраля 1989    | Майкл Клейн       | Дэвид Эрман                           |
| Старшеклассник Стив Дарт переживает стресс из-за учёбы. Однажды его вызывают к директору, и жизнь мальчика превращается в кошмар, так как он узнаёт, что Спрингвудская старшая школа пытается превратить учеников в бездушных, покорных роботов… Метт Тейлор, находясь в стрессовом состоянии, принимает антидепрессанты. Теперь он видит вещи, которые просто не должен видеть… |                                                                                                  |                    |                   |                                       |
| |                                                                                                  |                    |                   |                                       |
| 1x16 | Cabin Fever / Лихорадка                                                                          | 19 февраля 1989    | Роберт Инглунд    | Рэт Тофам                             |
| Аэрофоб Карл, находясь на борту самолёта, видит очень странные и пугающие вещи… Сью Каллер преследует группа странных убийц, которые похитили женщину и снимают происходящее с ней для телевизионного шоу… |                                                                                                  |                    |                   |                                       |
| |                                                                                                  |                    |                   |                                       |
| 1x17 | Love Stinks / Любовь — отстой!                                                                   | 26 февраля 1989    | Джон Лафия        | Майкл ДэЛука и Джефф Фрэйлич          |
| Новые владельцы ресторана "Телёночек" переименовывают его в "Сырного Мальчика". Юноша Адам становится предметом страсти одной девушки. Её любовь не знает границ и… преград… Макс, друг Адама вынужден работать на своего дядю в "Сырном Мальчике". Вскоре юноша понимает, что его дядя убивает людей и использует их мясо в качестве начинки для пиццы в своём ресторане… |                                                                                                  |                    |                   |                                       |
| |                                                                                                  |                    |                   |                                       |
| 1x18 | The Art Of Death / Искусство смерти                                                              | 12 марта 1989      | Кен Уидерхорн     | Майкл ДэЛука и Кен Уидерхорн          |
| Старшеклассник Джек — талантливый художник. Он влюблён в Джоанну. Джоанна встречается с популярным Роном. Когда друг Джека уговаривает его нарисовать комиксы для школьной газеты, он соглашается. Из-за недоразумения Джека избивает Рон. Той же ночью Джеку является Призрак, предлагающей юноше нарисовать комикс о смерти Рона. После того, как Рона находят мёртвым, а Джоанна видит комиксы Джека, она отказывается с ним разговаривать. Той же ночью Джек вновь рисует для Призрака — в новых комиксах он представляет себе, как просит прощения у Джоанны. И вот Призрак похищает Джоанну и держит её в подвале. Узнав об этом, Джек приходит туда, чтобы спасти девушку. Но Джека ждёт шокирующее открытие — Призрак — плод его воображения. Это он сам убил Рона и похитил Джоанну. Вскоре полиция находит Джоанну и арестовывает Джека… Несколько лет спустя, Джоанну всё ещё преследуют ночные кошмары о её похищении. В итоге это сводит её с ума…                                                                                              |                                                                                                  |                    |                   |                                       |
| |                                                                                                  |                    |                   |                                       |
| 1x19 | Missing Persons / Пропавшие без вести                                                            | 7 мая 1989         | Джефф Фрэйлич     | Джефф Фрэйлич                         |
| Джина присматривает за детьми Франклинов. У девушки проблемы с избыточным весом, но сейчас она соблюдает строжайшую диету. Маленькие Рикки и Долли изводят девушку. И вот после очередного устроенного ими беспорядка дети наказаны и отправлены спать. Неожиданно звонит мать детей и сообщает, что они с мужем не вернутся раньше утра. Тут девушка начинает есть всё, что найдёт в холодильнике Франклинов. Джинна превращается в свиноподобное существо и пытается съесть детей… Она видит в окне себя — ещё совсем маленькую девочку, над которой смеются остальные дети. Джина просыпается в холодном поту. Она рассказывает о кошмаре матери, и вскоре происходит нечто такое, что пугает Джину… Отец Джины — адвокат, который не ценит свою жизнь. Он постоянно ссорится с матерью Джины. И вот его жизнь начинает меняться самым кошмарным образом. Теперь его единственное желание — вернуть то, что у него было. Однако уже слишком поздно — он разбился в автомобильной катастрофе по дороге на работу…                                          |                                                                                                  |                    |                   |                                       |
| |                                                                                                  |                    |                   |                                       |
| 1x20 | The Light At The End Of The Tunnel (Freddy Something) / Свет в конце туннеля (Кое-что о Фредди…) | 14 мая 1989        | Джонатан Бэтуэль  | Джеймс Капп и Джонатан Бэтуэль        |
| Майклу снится сон, в котором он, будучи маленьким мальчиком, бредёт по туннелю. В ужасе Майкл просыпается на полу. Это мужчина средних лет, ищущий работу. Он отвечает на странное объявление — приглашение на работу на ткацкую фабрику Спрингвуда. Вскоре ему выпадает шанс избавиться от своих страхов, правда ценой своей психики… Владелец видеомагазина пытается привлечь покупателей. Он добивается своего, но как… |                                                                                                  |                    |                   |                                       |
| |                                                                                                  |                    |                   |                                       |
| 1x21 | Identity Crisis / Кризис личности                                                                | 21 мая 1989        | Дэвид К. Кэллоуэй | Ребекка Джей Погроу                   |
| Бадди Пауэрсу скоро 40. Незадолго до дня рождения на мужчину, задержавшегося после работы, нападает и ранит неизвестный. А вот Бадди видит своего босса, который платит деньги нападавшему. Бадди просыпается… В тот день в жизни Бадди происходит много событий — а знакомство с новым молодым начальником, заставляет его осознать, что его возраст — основа всех проблем. Но вот зрителя понимают, что все виденное — предсмертные фантазии Бадди — он умирает на автостоянке, где его ранил неизвестный… Кристина не верит своей приёмной матери, когда та сообщает девушке о том, что она и есть настоящая мать Кристины. После того, как девушка узнаёт, что её друг Джон — приёмный ребёнок Бадди Пауэрса, она решает узнать у матери, кто она на самом деле. Во время разговора Кристина видит свою мать изуродованной и толкает её в печь. Становится ясно, что Кристина — душевнобольная. Всё это из-за пожара, в котором погибла её настоящая мать. Теперь все люди видятся Кристине обожжёнными и говорящими на языке, которого она не понимает… |                                                                                                  |                    |                   |                                       |
| |                                                                                                  |                    |                   |                                       |
| 1x22 | Safe Sex / Безопасный секс                                                                       | 28 мая 1989        | Джерри Олсон      | Дэвид Джей Чшоу                       |
| Дана на приёме своего психотерапевта доктора Девре. Он рассказывает о своём интересе к старшекласснице Кейтлин. Кейтлин в свою очередь одержима Фредди Крюгером. После того, как Дана узнаёт об этом, его начинают преследовать кошмары, в которых он видит Кейтлин, превращающуюся во Фредди. Каждый кошмар заканчивает смертью Даны… На похоронах Даны, его друг Николас угрожает Кейтлин. Вскоре девушка оказывается на приёме доктора Девре, где она рассказывает о том, что привлекает её во Фредди — власть, которой он обладает над людьми. На следующий день Николас извиняется перед Кейтлин и приглашает её на свидание. Девушка соглашается… и становится следующей жертвой Фредди… |                                                                                                  |                    |                   |                                       |

## Сезон 2
| Эпизод | Название                                                                                | Дата выхода в эфир | Режиссёр          | Сценаристы                                   |
| --- | --------------------------------------------------------------------------------------- | ------------------ | ----------------- | -------------------------------------------- |
| |                                                                                         |                    |                   |                                              |
| 2x01 | Dream Come True / Мечты сбываются                                                       | 2 октября 1989     | Джордж Кащендер   | Томас Лазарус                                |
| Мальчик, которого преследует Фредди, просит местного психолога о помощи. Он обещает помощь юноше, до тех пор, пока не происходят страшные события… Оператор одного из ток-шоу пытается доказать существование Фредди, записав его на видео. Тем временем происходит череда убийств, совершённых в стиле Фредди… |                                                                                         |                    |                   |                                              |
| |                                                                                         |                    |                   |                                              |
| 2x02 | Heartbreak Hotel / Отель разбитых сердец                                                | 9 октября 1989     | Уильям Мэллоун    | Джонатан Гласснер                            |
| Репортёр, пишущий скандальные статьи, получает задание отправиться в город Спрингвуд. Вскоре он понимает, что всё, что он не напишет, сбывается… Мужчина попадает в госпиталь с амнезией. Оказывается, что он попал в автокатастрофу. Вскоре его семья приезжает в госпиталь, чтобы забрать домой и помочь вспомнить, кто он. Но всё, как всегда, оказывается не тем, чем кажется на первый взгляд… |                                                                                         |                    |                   |                                              |
| |                                                                                         |                    |                   |                                              |
| 2x03 | Welcome To Springwood! / Добро пожаловать в Спрингвуд!                                  | 16 октября 1989    | Кен Видерхорн     | Эй. Л. Катц и Гилберт Адлер                  |
| Супружеская пара переезжает в Спрингвуд. Вскоре жена начинает подозревать, что местный маньяк облюбовал дом, в который они переехали. Вас ждёт очень интригующий конец этой истории… Женщина находит любовные письма прошлого века. Она становится одержима тем чувством, что возникло между влюблёнными и вскоре начинает видеть их призраки… |                                                                                         |                    |                   |                                              |
| |                                                                                         |                    |                   |                                              |
| 2x04 | Photo Finish / Фото-финиш                                                               | 23 октября 1989    | Том ДэСимон       | Джонатан Гласснер                            |
| Фотографа Эстонию Адлер преследует Фредди, и где бы она ни сделала фото, происходит трагедия… В результате она блестяще выполняет заказ фото к Хэллоуину для очень престижного спрингвудского журнала «Выверт», но ценой собственного зрения. Три агента ФБР расследуют убийство семьи — постоянного клиента Адлер на Хэллоуин в городе Спрингвуд. Выясняется, что это Фредди убил ту семью, и теперь у него те же планы относительно агентов… |                                                                                         |                    |                   |                                              |
| |                                                                                         |                    |                   |                                              |
| 2x05 | Memory Overload / Перезагрузка памяти                                                   | 30 октября 1989    | Дон Вайз          | Майкл Киршенбаум                             |
| У профессора Уиндома проблемы с алкоголем. Но он должен как можно скорее побороть свои страхи, ибо его бывший студент находится в огромной опасности и нуждается в помощи… С Барбарой начинает разговаривать её компьютер, предупреждающий о возможных проблемах, связанных с уклонением от уплаты долгов. Невольно Барбаре приходится проникнуть в компьютер, чтобы решить свои проблемы… |                                                                                         |                    |                   |                                              |
| |                                                                                         |                    |                   |                                              |
| 2x06 | Lucky Stiff / Счастливый билет                                                          | 6 ноября 1989      | Уильям Мэлоун     | Дэвид Брафф                                  |
| Гретта — неверная жена Ленни. После того, как с Ленни происходит сердечный приступ, Гретта собирается получить его деньги. Но вот после похорон она узнаёт, что, возможно, мужа погребли с лотерейным билетом на 20 миллионов долларов. Она вместе со своим любовником выкапывает мужа, но вскоре решает, что не собирается делить с ним деньги… |                                                                                         |                    |                   |                                              |
| |                                                                                         |                    |                   |                                              |
| 2x07 | Silence Is Golden / Молчание — золото                                                   | 13 ноября 1989     | Чак Брэйверман    | Джонатан Гласснер                            |
| Рика Рейка изводит странный мим… Ещё один мим — вор в свободное время. Вскоре выясняется, что последние, кого он ограбил, были найдены убитыми… |                                                                                         |                    |                   |                                              |
| |                                                                                         |                    |                   |                                              |
| 2x08 | Bloodlines / Родословная                                                                | 20 ноября 1989     | Джеймс Куинн      | Гилберт Адлер и Эй. Л. Катц                  |
| Заключённый сбегает из тюрьмы, чтобы вернуть деньги, за кражу которых его посадили. Вернувшись домой, он встречает своего разъярённого сына Джека и умственно отсталую жену, ставшей таковой после того, как он толкнул её с лестницы… Джек со своей женой удочеряют девочку Петти. Вскоре выясняется, что Петти — дочь сотни маньяков, рождённая в местном госпитале. Жена Джека верит, что девочка — порождение Дьявола, и вскоре встречает свой печальный конец… |                                                                                         |                    |                   |                                              |
| |                                                                                         |                    |                   |                                              |
| 2x09 | Monkey Dreams / Обезьяньи мечты                                                         | 27 ноября 1989     | Роберт Инглунд    | Майкл Киршенбаум                             |
| Джо пробует с помощью азартных игр найти деньги для того, чтобы расплатиться за долги с гангстерами, преследующими его. На самом деле Джо очень интересуется внеземными цивилизациями… Учёный пытается развить в подопытных обезьянах способность говорить. Однако эти исследования ничего не значат для руководителя исследований, интересующегося только тем, сколько страданий сможет выдержать животное перед смертью… |                                                                                         |                    |                   |                                              |
| |                                                                                         |                    |                   |                                              |
| 2x10 | Do You Know Where Your Kids Are? / Ты знаешь, где твои дети?                            | 4 декабря 1989     | Билл Фролих       | Уэйн Райс                                    |
| Продолжение эпизода Bloodlines. Лизе Уокс приходится сидеть с детьми Бертонов. Но девушка не знает, что старшая дочь Петти всю свою жизнь провела запертой в подвале за убийство своей матери. У Лизы возникают галлюцинации, и её преследуют видения Петти… |                                                                                         |                    |                   |                                              |
| |                                                                                         |                    |                   |                                              |
| 2x11 | Dreams That Kill / Смертельный сон                                                      | 11 декабря 1989    | Том Дэ Симон      | Том Бламквист                                |
| Продолжение эпизода Dreams Come True. У ток-шоу «Тайны Спрингвуда» новый ведущий — Чарли Никелс. Студия хочет снять фильм об убийце из снов. И вот Чарли преследует Фредди, который боится, что увидевшие фильм могут покинуть город. Чарли отказывается снимать шоу, и студия угрожает ему. Убедившись, что фильм не снят, Фредди отправляет Чарльза в кому… Когда вскоре в госпитале умирает Чарльз, доктор Ирвин создаёт сыворотку на основе мозговых клеток Чарли. Сыворотка должна помочь прийти в себя другому пациенту — Марку Линдстрому. Когда Марк покидает госпиталь, он начинает вести себя, как Чарли, и более того — он видит его воспоминания. Вместе с ними приходят и кошмары о Фредди. Марк решает отомстить доктору Ирвину, введя ему сыворотку… |                                                                                         |                    |                   |                                              |
| |                                                                                         |                    |                   |                                              |
| 2x12 | It’s My Party & You’ll Die If I Want To / Это моя вечеринка, и ты умрёшь, если я захочу | 1 января 1990      | Том Дэ Симон      | Джонатан Гласснер и Дэвид Брафф              |
| Продолжение эпизода Photo Finish. Аферистка Мара Рулин притворяется экстрасенсом, умеющим вызывать души умерших и приглашать их в собственное тело. Когда дух якобы внедряется в тело Рулин, она весьма артистично имитирует его голос. Скептик Гарри Ли постоянно стремится обличить фальшивую ясновидящую, и она очень боится этого. К ней по объявлению приходит новый помощник — Оливер Майклс, бывший помощник фотографа Эстонии Адлер, ослепшей во время фотосессии на Хэллоуин для спрингвудского журнала «Выверт». Внезапно в тело Мары Рулин по — настоящему внедряется дух… Фредди Крюгера!… Фредди мечтает о мести. Припомнив все издевательства своих бывших одноклассников, маньяк находит способ вновь устроить жестокую резню в родном городе… Его месть коснётся всех — убив Дениз и её мужа-писателя, Фредди решает, что история его жизни может стать неплохим материалом для Голливуда…                                          |                                                                                         |                    |                   |                                              |
| |                                                                                         |                    |                   |                                              |
| 2x13 | What You Don’t Know Can Kill You / Неизвестность убивает                                | 8 января 1990      | Кен Видерхорн     | Джонатан Гласснер                            |
| Миссис Лоу подверг гипнозу её психолог доктор Кроули. Теперь он может манипулировать ею. Когда же доктор с помощью гипноза заставляет другого пациента, Дерби Брауна, совершить убийство, «лечение» даёт сбой и приводит к прямо противоположному эффекту… Пытаясь скрыться от полиции, Дерби решает изменить внешность с помощью пластической операции. Если бы он знал, что ни к чему хорошему это не приведёт… |                                                                                         |                    |                   |                                              |
| |                                                                                         |                    |                   |                                              |
| 2x14 | Easy Come, Easy Go / Тише едешь — дальше будешь                                         | 15 января 1990     | Уильям Мэлоун     | Дэвид Брафф                                  |
| Продолжение эпизода Lucky Stiff. После того как Юджин шантажировал Гретту, ей приходится выйти за него замуж. Но зато теперь у неё есть «счастливый билет» в 20 миллионов долларов. Вскоре у Гретты возникает связь с братом её бывшего мужа, Уэсом. Они сговариваются убить Юджина. Во всё это оказывается вовлечена Пегги — сестра Греты, одержимая манией убийств… |                                                                                         |                    |                   |                                              |
| |                                                                                         |                    |                   |                                              |
| 2x15 | Prime Cut / Основная версия                                                             | 22 января 1990     | Дэвид Кэлловэй    | Майкл Киршенбаум                             |
| Джонни, Джейк и Тодд отправились в кемпинг в лес. Джонни считает, что их гид Джинджер Морган — вампир. Когда Джейк и Тони исчезают, выясняется, что Джинджер с помощью Джонни съела их… Выясняется, что Джонни и Джинджер — оставшиеся в живых после падения самолёта. Становится понятно, что это всего лишь сны Джонни, находящегося в бреду из-за сильного истощения. Теперь, пропав в лесу, все трое стали каннибалами. Это осложняет задачу спасательных служб… |                                                                                         |                    |                   |                                              |
| |                                                                                         |                    |                   |                                              |
| 2x16 | Interior Loft / Личное пространство                                                     | 29 января 1990     | Кен Видерхорн     | Дэвид Брафф                                  |
| Ким — писательница. У неё проблемы на сексуальной почве с мужем Дэвидом, так как он работает на двух работах и учится в колледже. Дэвид уговаривает Ким за значительную сумму денег сделать запись сексуального характера для «горячей» телефонной линии. Офицер, расследующий убийства, рассказывает Ким, что на месте каждого преступления находят запись эротического содержания. Теперь она боится, что может стать следующей жертвой таинственного маньяка. Тем временем выясняется, что маньяк — это офицер полиции, погибший от руки Дэвида… Ким продолжает заниматься сочинительством. Отличительная сторона её творчества — повышенная сексуальность и жестокая одержимость. Когда же выясняется, что убийства в Спрингвуде происходят по той же схеме, что и в романах Ким, Дэвид начинает подозревать жену в совершении этих преступлений. Когда же подозрения подтверждаются, он и психотерапевт Ким становятся её следующими жертвами… |                                                                                         |                    |                   |                                              |
| |                                                                                         |                    |                   |                                              |
| 2x17 | Interior Loft. Later / Личное пространство. Позже                                       | 5 февраля 1990     | Кен Видерхорн     | Джонатан Гласснер                            |
| Продолжение предыдущего эпизода. Алекс — известный художник. После нелепой гибели одного из своих натурщиков, ему в голову приходит идея инсценировать свою смерть, чтобы прославиться — пока весь мир будет скорбить по нему, картины разойдутся с огромной скоростью. Жена Алекса, Фабина, соглашается помочь ему. Находясь в сговоре со своей подругой Молли, Фабина убивает Алекса и получает все его деньги… Две девушки въезжают в мастерскую Алекса. Когда Арт, друг Фабины, прибывает в Спрингвуд, для девушек начинаются тяжёлые времена, поскольку они обе оказываются втянуты в опасные игры со смертью… |                                                                                         |                    |                   |                                              |
| |                                                                                         |                    |                   |                                              |
| 2x18 | Funhouse / Дом забав                                                                    | 12 февраля 1990    | Гилберт Адлер     | Эл Катц и Гилберт Адлер                      |
| Продолжение эпизода Welcome To Springwood!. Когда Эмма и Роберт Палмеры переезжают в Спрингвуд, им рассказывают о таинственных убийствах, происходивших в их доме на протяжении последних восьмидесяти лет. Местный грузчик по имени Тёрк считает, что дом населён призраками убитых. Когда Эмма начинает верить в это, она находит секретный проход за камином. Вскоре все тайны особняка раскрываются… Когда у особняка появляются новый хозяин, Тёрк становится последней жертвой гениального плана Колина — друга Палмеров… |                                                                                         |                    |                   |                                              |
| |                                                                                         |                    |                   |                                              |
| 2x19 | A Family Affair / Родственные связи                                                     | 19 февраля 1990    | Кит Сэмплс        | Дэвид Брафф                                  |
| Пол Вудмен — семейный человек, что не мешает ему завести любовницу, которая вскоре убивает его жену. Обстоятельства складываются таким образом, что ему, в целях самообороны, приходится убить свою любовницу… Сын Пола — блестящий подающий надежды бейсболист. Чтобы достичь своей цели — получить стипендию в университете — он использует допинг, что приводит к смерти юноши… |                                                                                         |                    |                   |                                              |
| |                                                                                         |                    |                   |                                              |
| 2x20 | Dust To Dust / Пыль к пыли                                                              | 26 февраля 1990    | Джонатан Гласснер | Билл Фролих, Дэвид Брафф и Джонатан Гласснер |
| Продолжение эпизода Prime Cut. Поскольку теперь Джонни возглавляет группу выживших, он заставляет поклясться собратьев по несчастью, что они больше никого не съедят. Вскоре их троих захватывает в плен и помещает в подземную лабораторию группа учёных… |                                                                                         |                    |                   |                                              |
| |                                                                                         |                    |                   |                                              |
| 2x21 | Prisoner Of Love / Узник любви                                                          | 5 марта 1990       | Ричард Т. Шор     | Ричард Бэбан                                 |
| Вайолет и Бренда приговорены к смертной казни. У местного священника, отца Джарвиса, возникает связь с Вайолет. Но вскоре наступает день казни. И вот теперь отец Джарвис переключает внимание на Бренду. Он обещает девушке, что найдёт способ спасти её. Он сдерживает слово — Бренда оказывается запертой в одной комнате с телом Вайолет в заброшенном крыле тюрьмы. Вскоре отца Джарвиса убивает бывший любовник Бренды. И никто так и не узнал, где же священник держал девушку… |                                                                                         |                    |                   |                                              |
| |                                                                                         |                    |                   |                                              |
| 2x22 | Life Sentence / Пожизненный приговор                                                    | 12 марта 1990      | Анита Эддисон     | Дэвид Цукерман                               |
| Пациент доктора Аламо — Энди Колфилд отсидел в тюрьме уже семь лет за убийство во время ограбления. Понимая, что Энди не раскается в содеянном, она придумывает для него наказание. Но всё как всегда выходит из-под контроля… Надзиратель Спрингвудской тюрьмы Хендлер участвует в выборах. Для этого он решает найти деньги, которые украл Энди. Хендлер испытывает на Энди новую сыворотку правды и узнаёт, где деньги. Но, к несчастью, Энди умирает из-за сыворотки. А через некоторое время Хендлер просто сходит с ума — прямо накануне выборов… |                                                                                         |                    |                   |                                              |